# Права ЛГБТ в Турции
Лесбиянки, геи, бисексуалы и транссексуалы (ЛГБТ) в Турции сталкиваются с определёнными правовыми проблемами.
В целом Турция всегда была более либеральна для ЛГБТ по сравнению с другими странами Ближнего Востока. Однополые сексуальные отношения были легализованы в Османской империи ещё в 1858 году. ЛГБТ имеют право искать убежища в Турции в соответствии с Женевской конвенцией с 1951 года, хотя однополые пары не пользуются такой же правовой защитой, которая доступна для гетеросексуальных пар. Трансгендерам разрешено менять свой законный пол с 1988 года. Хотя широко обсуждается введение мер защиты от дискриминации по отношению сексуальной ориентации и гендерной идентичности, многие из них ещё не были законодательно закреплены. Общественное мнение о гомосексуальности в целом довольно консервативно, и, как сообщается, представители ЛГБТ в последние годы подвергаются дискриминации, преследованиям и даже насилию.

## История

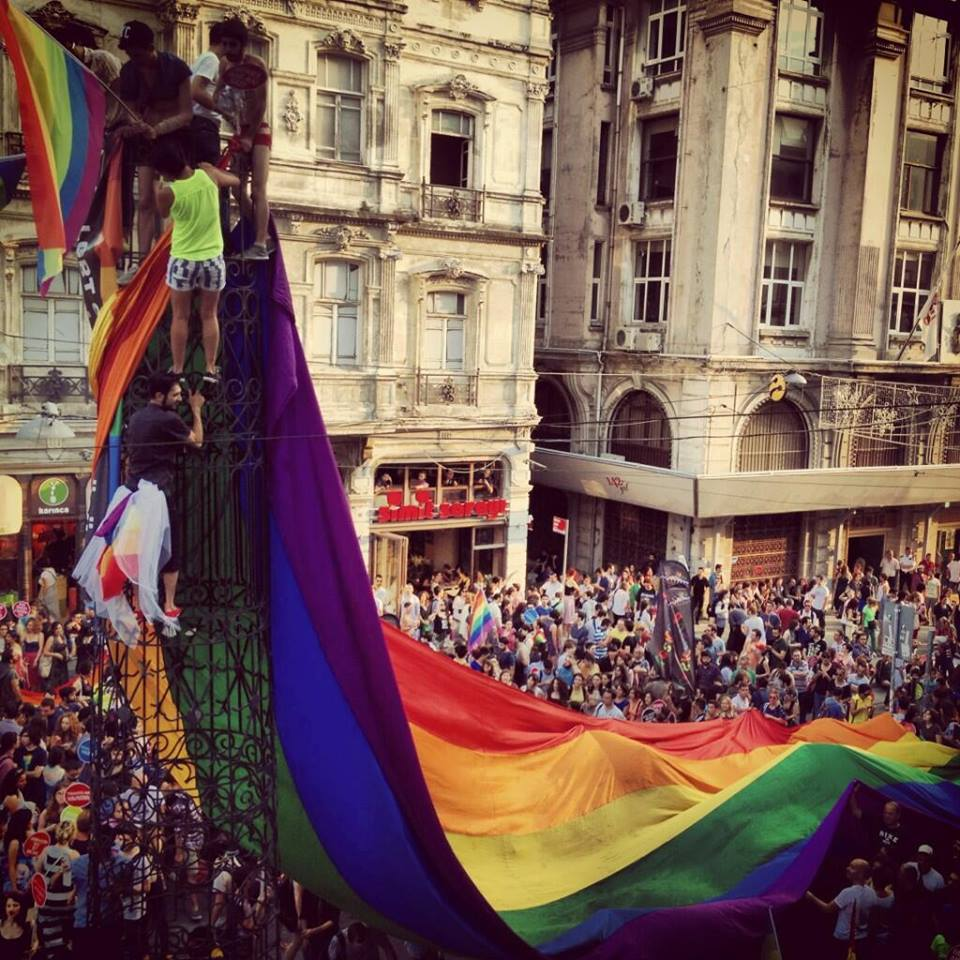
Марш ЛГБТ в Стамбуле в 2013 году, проспект Истикляль, Стамбул.

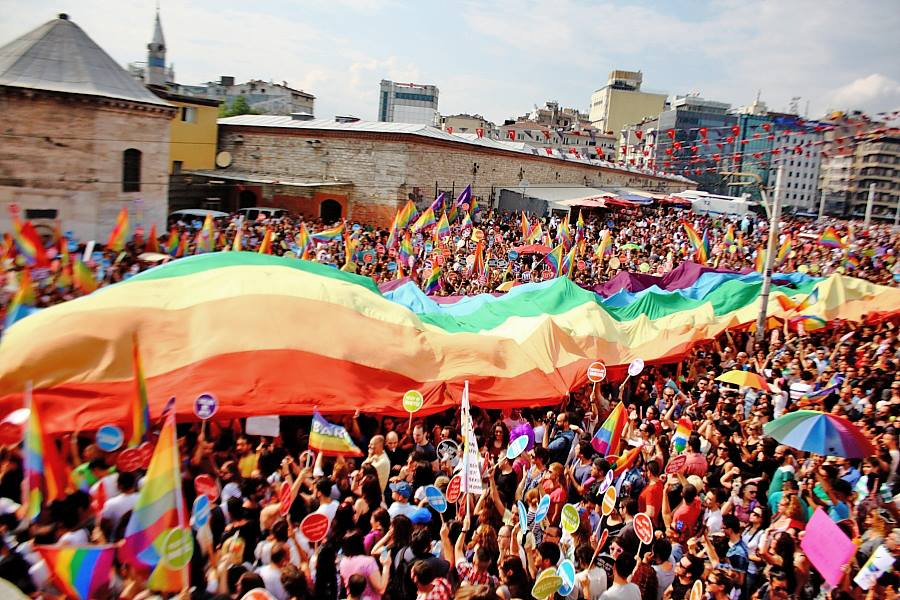
Марш ЛГБТ в Стамбуле на площади Таксим

В 1980-х годах турецкое правительство, будь то демократически избранное или пришедшее к власти в результате государственного переворота, выступало против существования публично активного сообщества ЛГБТ, особенно в политическом контексте. Подавление проституции могло использоваться в качестве предлога для преследования геев и транссексуалов.
Некоторые открытые геи, однако, смогли добиться общественного признания в 1980-х годах. Муратхан Мунган, например, был открытым геем на протяжении всей своей профессиональной жизни и состоялся как известный поэт и писатель. Тем не менее, многие геи и бисексуалы, которые жили в этот период, говорили в интервью, что общественное отношение и политика правительства заставляли их скрывать свою сексуальную ориентацию.
В 1980-х годах Радикальная демократическая партия зелёных выразила поддержку правам ЛГБТ и в частности, транссексуалам, протестовавших против полицейского насилия. Однако организованное сообщество за права человека и ЛГБТ в Турции начало действовать лишь с 1990-х годов.
В 1993 году была учреждена ЛГБТ-организация Lambda Istanbul. В 1994 году Партия свободы и солидарности запретила внутрипартийную дискриминацию по признаку сексуальной ориентации и гендерной идентичности и успешно выдвинула.
В 1993 году ЛГБТ было отказано в разрешении провести гей-парад. Аналогичная позиция была определена правительством в 1995 и 1996 годах в отношении ЛГБТ-кинофестиваля и научной конференции. Правительственные чиновники аргументировали её смутно сформулированными законами, разработанными для защиты общественной морали.
В 1996 году Верховный суд Турции отменил решение нижестоящего суда и лишил родительских прав лесбийскую мать на том основании, что гомосексуальность является «аморальным».
На протяжении 1990-х годов в отчетах IHD, Ассоциации по правам человека Турции, а также международных правозащитных организаций, таких как Amnesty International, говорилось, что сотрудники полиции часто подвергали преследованию и физическому насилию транссексуалов. В одной из статей даже говорилось, что полиция подожгла многоквартирный дом, в котором проживало много транссексуалов.
Сообщения о преследовании и насилии в отношении ЛГБТ-сообщества по-прежнему появляются в СМИ и в XXI веке. В 2008 году гомосексуал и курд по национальности Ахмет Йылдыз был застрелен возле кафе своим отцом и позже скончался в больнице. Обозреватели назвали это первым публичным убийством чести в Турции. Желание турецкого правительства вступить в Европейский союз оказало определенное давление на правительство в части признания прав ЛГБТ.
Турция стала первой страной с мусульманским большинством, в которой прошёл гей-парад. В Стамбуле (с 2003 года) и в Анкаре (с 2008 года) ежегодно проводятся гей-парады с растущим числом участников. Гей-парад в Стамбуле начался с 30 человек в 2003 году, а в 2010 году их было уже 5 000. В парадах гордости в 2011 и 2012 годах приняли участие более 15 000 участников.
30 июня 2013 года в Стамбульском гей-параде приняли участие почти 100 000 человек. К протестующим присоединились протестующие из Таксим-Гези, что сделало Стамбульскийгей-парад 2013 года крупнейшим гей-парадом, когда-либо проводившимся в Турции. Парад 2014 года привлёк более 100 000 человек. Местные власти запретили парады 2015, 2016, 2017 и 2018 годов, и их участники столкнулись с нападениями со стороны полиции. В июне 2013 года состоялся первый Измирский прайд с 2 000 участников. 3 июня 2018 года мирно прошел шестой Измирский парад, в котором приняли участие более 50 000 человек. Ещё один гей-парад состоялся в Анталии. Политики из основной оппозиционной партии, РНП и другой оппозиционной партии ПМД также поддержали демонстрацию. Гей-парад в Стамбуле не получает никакой поддержки со стороны муниципалитета или правительства.
17 июля 2014 года Верховный суд Турции постановил, что характеристика геев как «первертов» является разжиганием ненависти.

## Признание однополых отношений
В Турции не признаются однополые браки и гражданские союзы. Отношение к возможной легализации однополых союзов в Турции неоднозначно. Опрос 2015 года, проведённый Ipsos, показал, что 27 % респондентов высказались за легализацию однополых браков, в то время как 19 % предпочли им гражданские союзы. 25 % опрошенных были против любой формы юридического признания однополых пар, а 29 % заявили, что не знают, какой вариант им следует выбрать.

## Военная служба
В Турции воинская обязанность распространяется на всех граждан Турции в возрасте от 18 до 41 года. Тем не менее, турецкие военные открыто дискриминируют гомосексуалов, запрещая им служить в армии. В то же время Турция, в нарушение своих обязательств по Европейской конвенции о правах человека, не признает отказ от военной службы по соображениям совести. Некоторые возражающие должны вместо этого идентифицировать себя как «больных», а некоторые были вынуждены проходить то, что Human Rights Watch называет «унизительными» проверками, чтобы «доказать» свою гомосексуальность.
В октябре 2009 года в отчете Европейской комиссии по расширению говорилось: «В вооруженных силах Турции действует санитарный регламент, в котором гомосексуальность определяется как „психосексуальное“ заболевание, а гомосексуалы считаются непригодными для военной службы».
В ноябре 2015 года Вооруженные силы Турции удалили пункт о том, что призывник должен «доказать» свою гомосексуальность. Призывники могут решить раскрыть свою сексуальную ориентацию устно и получить «отчет о непригодности» во время медицинского освидетельствования, освобождающий их от службы, или не должны раскрывать свою ориентацию в какой-либо форме в течение года, если военный врач соглашается предоставить им «отчет о соответствии» и объявить годным к призыву. Те, кто раскрывают свою гомосексуальность и получают «сообщение о непригодности», могут в будущем подвергнуться дискриминации в общественной жизни, поскольку военный учет гомосексуалов в процессе подготовки проекта привел к нескольким случаям публичных утечек. Гомосексуальность остается основанием для снятия с должности офицеров, унтер-офицеров и курсантов в соответствии с Законом о дисциплине вооруженных сил Турции.
В армии мало поддержки в пользу более широкого признания гомосексуальности; в исследовании 2015 года, в котором спрашивали у 1300 офицеров, «следует ли разрешать гомосексуалам служить в армии», 96,3 % ответили отрицательно.

## Защита от дискриминации

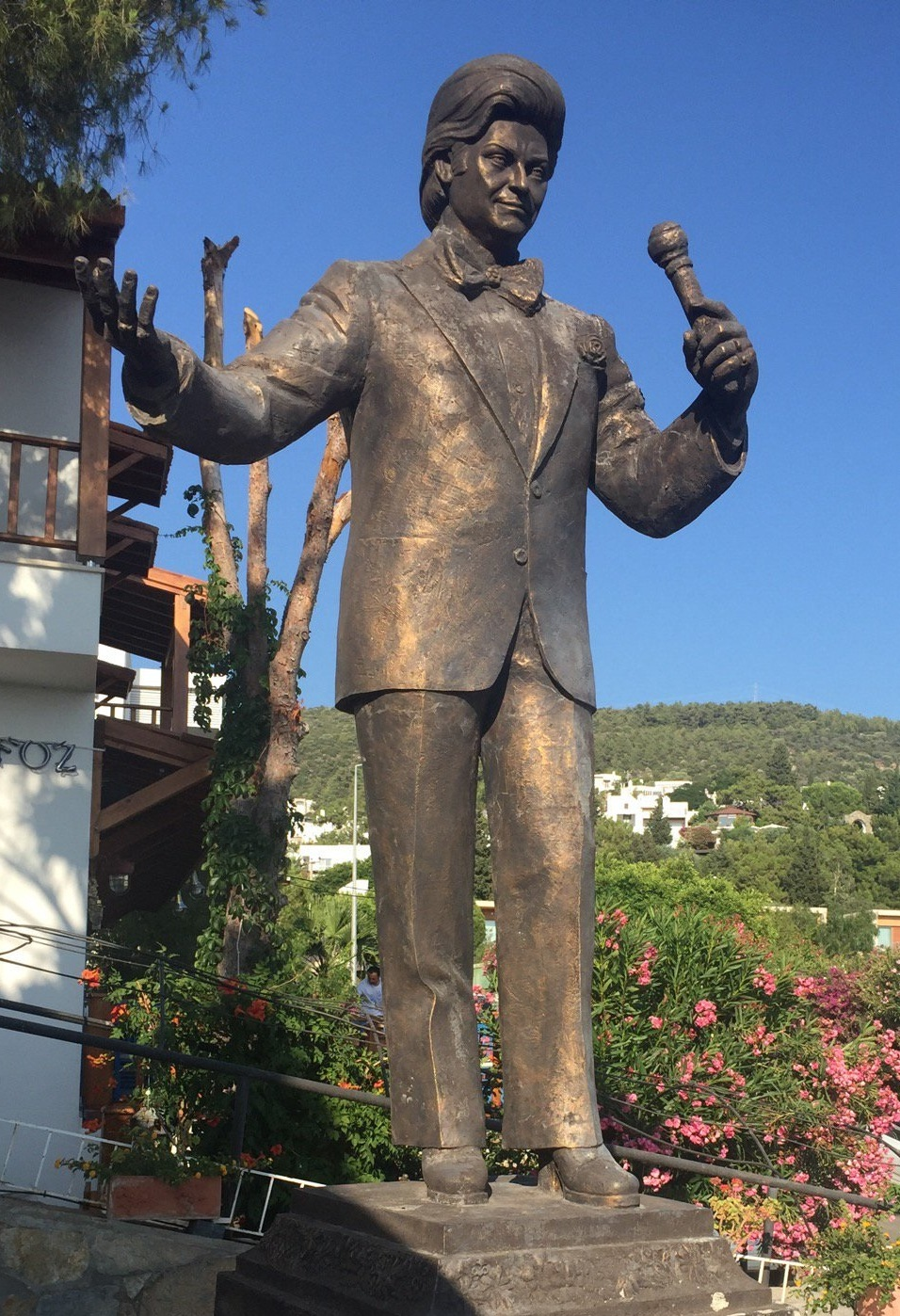
Статуя Зеки Мюрена, одного из выдающихся деятелей турецкой классической музыки, который никогда не комментировал свою сексуальную ориентацию, но в целом общественное мнение считало его гомосексуалом.

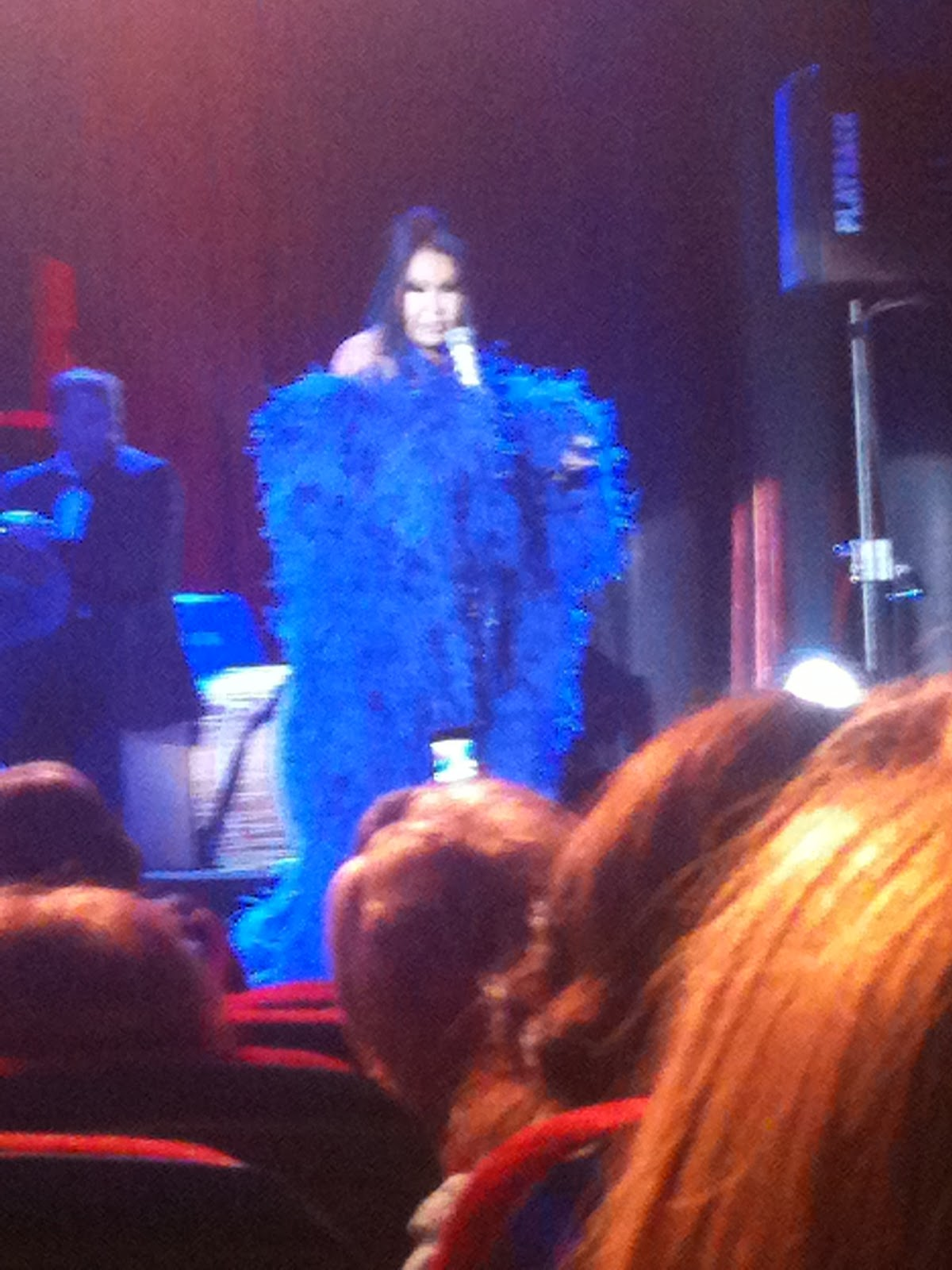
Бюлент Эрсой, первая открыто трансгендерная знаменитость (певица) в Турции, которая начинает носить макияж и женскую одежду на своих выступлениях и появляется на Турецком национальном телевидении в течение 70-х годов.

В Турции еще нет законов, защищающих ЛГБТ от дискриминации в сфере работы, образования, жилья, здравоохранения, общественных мест или кредитов. В октябре 2009 года в отчете Европейской комиссии по расширению говорилось:
Было несколько случаев дискриминации на рабочем месте, когда сотрудники с ЛГБТ-ориентацией были уволены из-за своей сексуальной ориентации. Положения Уголовного кодекса Турции о «публичном эксгибиционизме» и «преступлениях против общественной морали» иногда используются для дискриминации ЛГБТ. Закон о проступках часто используется для наложения штрафов на трансгендеров.
В 2011 году Ойку Эврен Озен, трансгендерная женщина из северо-западной провинции Бурса, стала кандидатом в депутаты от главной оппозиционной Народно-республиканской партии. Она была первым трансгендерным законодателем Турции во время всеобщих выборов.
14 февраля 2013 года Народно-республиканская партия представила турецкому парламенту законопроект, запрещающий дискриминацию по признаку сексуальной ориентации и гендерной идентичности.
Лесбиянки, геи, бисексуалы и транссексуалы (ЛГБТ) сегодня являются одними из самых уязвимых лиц, ищущих убежища, и беженцев в Турции.
В августе 2013 года четыре основные политические партии в парламенте, включая курдов, секуляристов, консерваторов и националистов, согласились обеспечить конституционную защиту от дискриминации для ЛГБТ. Позднее проект был отменен из-за несовпадений по другим вопросам нового конституционного проекта.
Джан Чавушоглу, турецкий активист, начал кампанию в качестве первого открытого гея кандидата в мэры Турции, Чавушоглу объявил о своем намерении баллотироваться в черноморском регионе, городе Буланчак, Гиресун, где проживает около 60 000 человек, в марте 2014 года.
В феврале 2015 года основная оппозиционная Народно-республиканская партия внесла законопроект, запрещающий дискриминацию по признаку сексуальной ориентации и гендерной идентичности как в государственном, так и в частном секторах. Законопроект предусматривает равный набор, оплату, продвижение по службе, увольнение на рабочем месте и реформы Дисциплинарного кодекса турецких вооруженных сил, которые позволят открытым геям нести военную службу.
В 2015 году Курдская Народно-демократическая партия, выступающая за ЛГБТ, публично объявила, что у них будут кандидаты из числа ЛГБТ и феминисток. Барис Сулу, кандидат от левой Народно-демократической партии, становится первым открытым геем, баллотирующимся в турецкий парламент.
В феврале 2015 года две трансгендерные женщины стали кандидатами на выборах в парламент: Дева Озенен от недавно сформированной партии Анатолия в Измире и Нилер Албайрак от основной оппозиционной Народно-республиканской партии в Стамбуле.
В январе 2019 года 34-й суд по трудовым спорам в Стамбуле вынес первый вердикт по судебному делу, касающемуся трех мусорщиков, которые были уволены муниципалитетом за якобы участие в гомосексуальных отношениях с одним из своих коллег. Суд вынес решение в пользу одного из истцов, названного Р.С., и заключил, что его договор был расторгнут несправедливо. Трое водителей мусоровозов, принадлежащих муниципалитету Кагытхане в Стамбуле, были уволены своим работодателем после того, как в прошлом году утверждалось, что они были в гомосексуальных отношениях с 27-летним сборщиком мусора. Сборщик мусора, идентифицированный только как M.Ş., сообщил властям, что он «время от времени» вступал в сексуальные отношения с тремя водителями грузовиков. Водители в возрасте от 43 до 51 года подали в суд на муниципалитет и его субподрядчика в апреле 2018 года, сославшись на то, что они назвали несправедливым расторжением контракта.
29 января 34-й суд по трудовым спорам Стамбула вынес решение в пользу одного из истцов, по имени Р.С., о том, что его контракт был расторгнут несправедливо. Его адвокат сообщил суду, что истец «не имел никакого отношения к этому инциденту», в то время как юристы компании утверждали, что его увольнение было частью «законного увольнения» из-за сексуальных отношений на работе. Если решение будет одобрено и в апелляционном процессе, субподрядчик будет вынужден вернуть истца на его прежнюю работу или выплатить ему компенсацию. Слушания по одному из двух других дел, которые все еще продолжаются, состоялись в феврале.

## Ограничение выражения
Гей-парад в Стамбуле в июне 2015 года, проведение которого совпало с месяцем священного мусульманского поста Рамадан, был запрещен губернатором Стамбула за несколько часов до мероприятия из-за «соображений безопасности». Вскоре после этого он был отменен из-за вмешательства полиции впервые за свою 13-летнюю историю. Парад прошел без проблем в 2014 году во время Рамадана. В 2016 году его снова запретили, и были произведены аресты, поскольку участники пытались провести митинг, несмотря на запрет. В 2017, 2018, 2019 году проведение гей-парада также было отменено, при этом в 2018 году были произведены задержания, поскольку участники пытались провести митинг, несмотря на запрет.
В 2017 году столица Анкара запретила все мероприятия, связанные с правами ЛГБТ под предлогом обеспечения «мира и безопасности», при этом официальные лица заявили, что такие «выступления» могут побудить различные группы общества «публично питать ненависть и враждебность» по отношению друг к другу; с другой стороны, средства массовой информации отметили, что запрет был введен в контексте неуклонного ослабления гражданских свобод в Турции после неудачной попытки государственного переворота в 2016 году.
В Анкаре запрещены все публичные обсуждения на тему ЛГБТ. В ноябре 2017 года администрация губернатора Анкары в условиях чрезвычайного положения ввела бессрочный запрет на публичные мероприятия, посвященные ЛГБТ-движению. Чрезвычайное положение закончилось в июле 2018 года, однако запрет все еще не был снят. В октябре 2018 года правительство распространило запрет на мероприятия, посвященные ЛГБТ, в целом, не сообщив о дате окончания. В мае 2019 года полиция в Анкаре жестоко прервала гей-парад под руководством студентов в Ближневосточном техническом университете. Согласно отчету Amnesty International, во время этого власти арестовали 25 студентов.
В июне 2019 года седьмой гей-парад в Измире, третий гей-парад в Анталии и 27-й гей-парад в Стамбуле были запрещены губернаторами городов. Amnesty International на прошлой неделе призвала Турцию снять запреты на проведение гей-парадов. Однако через несколько дней суд приостановил запрет на проведение Недели гей-парадов в Измире. В июне 2019 года 17 человек были задержаны во время заявления для прессы о запрете гей-парада в турецкой полиции, разогнав толпу, собравшуюся в городе Измир для публичного заявления для прессы о запрете гей-парада в мухафазе, и задержали 17 человек после того, как группа зачитала их заявление для прессы.
25 июня 2019 года губернатор Мерсина запретил проводить в провинции все мероприятия ЛГБТ в течение 20 дней в соответствии с Законом Турции о собраниях и демонстрациях «с целью поддержания общественного благополучия и общественного спокойствия, предотвращения преступлений и защиты здоровья населения, общественной морали и безопасности жизни и имущества граждан». Запрет вступил в силу с пятой Недели гей-парада в Мерсине, которая должна была пройти с 1 по 7 июля.

## ЛГБТ-организации по защите гражданских прав

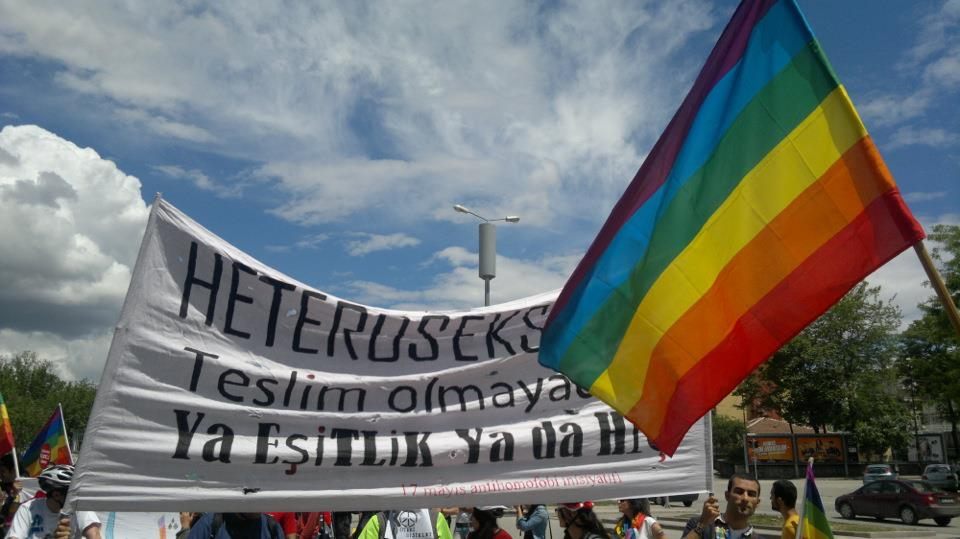
Гей-парад в Анкаре в 2012 году, Кызылай, Анкара

Крупнейшей организацией по защите гражданских прав на базе сообщества ЛГБТ является KAOS GL, созданная в 1994 году в Анкаре студентами, в том числе Ясемином Озом. Lambdaİstanbul, члену ассоциации ILGA-Europe, созданной в 1993 году в Стамбуле, был предъявлен иск по обвинению в действиях против общественной морали. Обвинение утверждало, что его название и деятельность «противоречат закону и морали». Это постановление, подвергшееся резкой критике со стороны правозащитной организации Human Rights Watch, было окончательно отменено Верховным апелляционным судом страны 22 января 2009 г.
В начале 1990-х годов предложения организаций о сотрудничестве были отклонены Правительственной комиссией по правам человека. Апрель 1997 года, когда члены Lambdaİstanbul были приглашены на Национальный конгресс по СПИДу, ознаменовал собой первый раз, когда турецкая ЛГБТ-организация была представлена на правительственном уровне. В начале 2000-х новые организации начали формироваться не только в Стамбуле и Анкаре, но и в других городах, например, ЛГБТ-ассоциация Pink Life в Анкаре, Rainbow Group в Анталии и Piramid LGBT Diyarbakir Initiative в Диярбакыре.
В 1996 году была основана еще одна ЛГБТ-организация, LEGATO, как организация студентов, выпускников и академиков турецких университетов с первым офисом в Ближневосточном техническом университете в Анкаре. Организация продолжала расти вместе с другими филиалами во многих других университетах и насчитывала 2000 членов. В марте 2007 года студенты ЛГБТ впервые были организованы как студенческий клуб, и клуб Gökkuşaı был официально одобрен Университетом Билги.
В июне 2003 года на проспекте Истикляль прошел первый в истории Турции публичный марш гордости ЛГБТ, организованный Lambdaistanbul. В июле 2005 года KAOS GL обратилась в Министерство внутренних дел и получила юридическое признание, став первой ЛГБТ-организацией в стране с легальным статусом. В сентябре того же года губернатор Анкары подал иск об отмене этого правового статуса, но прокурор отклонил это требование. В августе 2006 года гей-марш в Бурсе, организованный Rainbow Group и официально одобренный администрацией губернатора, был отменен из-за широкомасштабных общественных протестов организованной группы граждан.
Организации активно участвуют в образовательных программах по ВИЧ / СПИДу и в первомайских парадах.
В сентябре 2005 года канцелярия губернатора Анкары обвинила KAOS GL в «создании организации, которая противоречит законам и принципам морали». В июле 2006 года она также попыталась закрыть правозащитную группу Pink Life LGBT Association (Pembe Hayat), которая работает с трансгендерами, утверждая прокурорам, что ассоциация выступает против «морали и структуры семьи». Оба обвинения в конечном итоге были сняты.
В 2006 году Lambda Istanbul была выселена из своего помещения, поскольку домовладелица была недовольна тем фактом, что организация продвигала права ЛГБТ. В 2008 году было возбуждено судебное дело о закрытии Lambda Istanbul, и хотя изначально суд низшей инстанции принял решение в пользу закрытия ассоциации, решение было отменено Конституционным судом Турции, и Лямбда Стамбул остается открытым.
10 июня 2018 года состоялся 6-й Измирский гей-парад в Алсанджаке. Около 50 000 членов ЛГБТИ +, союзников и сторонников прав человека приняли участие в Прайде, прогуливаясь по прибрежной улице Кордон. Он начался на Kıbrıs ehitleri Avune и закончился перед культурным центром Türkan Saylan.
В апреле 2019 года суд Анкары снял запрет на проведение ЛГБТ-мероприятий в столице Турции. Сообщается, что именно турецкая группа по защите прав ЛГБТ+ KAOS GL сумела подать апелляцию после неудачной попытки в прошлом году.

## Гей-парад в Стамбуле
Istanbul Pride — это гей-парад и демонстрация ЛГБТ, ежегодно проводимая в Стамбуле, крупнейшем городе Турции. Мероприятие впервые состоялось в 2003 году, а теперь проводится ежегодно либо в последнее воскресенье июня, либо в первое воскресенье июля, в ознаменование окончания недели гей-парадов в Стамбуле. В первом гей-параде Стамбула приняли участие около 30 человек. Их число росло в геометрической прогрессии каждый год, достигнув примерно 5 000 человек к 2010 году. Собрание 2011 года привлекло более 10 000 человек, что сделало гей-прайд в Стамбуле крупнейшим маршем такого рода в мусульманском мире. Прайд-марш 2012 года, который состоялся 1 июля, привлек от 10 000 до 30 000 человек.
Участники собираются на площади Таксим перед маршем по всей длине проспекта Истикляль. Это широкий пешеходный бульвар и одно из самых важных общественных мест Стамбула, частое место проведения байрамов и региональных фестивалей.
30 июня 2013 года прайд собрал почти 100 000 человек. К протестующим присоединились протестующие в парке Гези, что сделало Стамбульский прайд 2013 года самым большим гей-парадом, когда-либо проводившимся в Турции. Гей-парад 2014 года привлек более 100 000 человек. Европейский Союз похвалил Турцию за то, что парад прошел без срывов. В воскресенье, 29 июня 2015 г., агентство Reuters сообщило, что турецкая полиция применила водомёт для разгона гей-парада
В 2016 году прайд был запрещен местными властями «из соображений безопасности наших граждан, в первую очередь участников, и общественного порядка». ЛГБТ-организациям также не разрешили делать заявления для прессы. Губернатор Стамбула еще раз заявил, что фестивали ЛГБТ не будут разрешены. «В соответствии с Законом № 5442 эта просьба не была удовлетворена из-за террористических атак, которые имели место в нашей стране и в регионе; поскольку провокационные действия и события могут иметь место, если принять во внимание чувствительность, возникшую в обществе; и потому что это может вызвать нарушение общественного порядка и людей, включая участников мероприятия, спокойствия, безопасности и благополучия».
В 2017 году канцелярия губернатора Стамбула снова запретила Прайд-парад ЛГБТ, сославшись на соображения безопасности и общественного порядка.
В 2018 году четвертый год подряд офис губернатора Стамбула снова запретил Прайд-парад ЛГБТ, сославшись на соображения безопасности и общественного порядка, но около 1000 человек нарушили запрет, их встретили слезоточивым газом и резиновыми пулями. 11 участников были арестованы.
В 2019 году пятый год подряд офис губернатора Стамбула снова запретил Прайд ЛГБТ, сославшись на соображения безопасности и общественного порядка. Впоследствии оппозиционный член Великого национального собрания Сезгин Танрыкулу от Народно-республиканской партии (НРП) направил вице-президенту Турции Фуату Октаю парламентский вопрос, в котором спрашивал, почему заместитель губернатора Стамбула запретил стамбульский прайд. Он также спросил, сколько членов ЛГБТ было убито за последние 17 лет, когда правящая партия Справедливости и развития (ПСР) управляла городом, из-за провокационных высказываний ненависти, и выразил обеспокоенность по поводу дискриминации в отношении сообщества ЛГБТ. 29 июня сотни людей нарушили запрет, их встретили слезоточивым газом, щитами, перцовым газом и пластиковыми пулями со стороны полиции.